# Xã Johnson, Quận Union, Arkansas
Xã Johnson (tiếng Anh: Johnson Township) là một xã thuộc quận Union, tiểu bang Arkansas, Hoa Kỳ. Năm 2010, dân số của xã này là 1.459 người.